# Lithocarpus orbicularis
Lithocarpus orbicularis är en bokväxtart som beskrevs av Engkik Soepadmo. Lithocarpus orbicularis ingår i släktet Lithocarpus och familjen bokväxter. Inga underarter finns listade.